# تپه ساری سره
تپه ساری سره مربوط به دوران‌های تاریخی پس از اسلام است و در شهرستان بوئین‌زهرا، بخش آبگرم، روستای رزک واقع شده و این اثر در تاریخ ۱۲ بهمن ۱۳۸۱ با شمارهٔ ثبت ۷۳۱۴ به‌عنوان یکی از آثار ملی ایران به ثبت رسیده است.